# Z masa a kostí (Hvězdná brána)
Z masa a kostí je 1. epizoda 10. řady sci-fi seriálu Hvězdná brána.

## Děj epizody
Poté, co čtyři orijské lodě úspěšně prošly superbránou, vstoupí do hyperprostoru. Samantha Carterová zůstává sama ve skafandru poblíž superbrány. Zkouší navázat spojení s lodí Odyssey. Po chvíli na její volání odpovídá Cameron Mitchell v F-302, díky níž se dostal z paluby Koroljova dříve než vybuchl. Zanedlouho se k superbráně vrátí i Odyssey, která sledovala lodě Orijů. Plukovník Mitchell přistane v jejím hangáru. Carterové však prozatím nemohou nijak pomoci, protože na Odyssey nefunguje asgardské transportní zařízení.
Mezitím si o výpravu u superbrány dělají starosti v SGC, kam přijde Bra'tac se špatnými zprávami a souhlasí s generálem Landrym o poslání průzkumných lodí k superbráně.
Odyssey se podaří najít černou skříňku z Koroljova a zjistí, že kromě asgardského paprsku byly před výbuchem aktivovány i transportní kruhy, kterými chtěli na Orijskou loď transportovat jadernou hlavici. Také se Kvasirovi nedaří opravit asgardské transportní zařízení, a tak plukovník Mitchell přebírá řízení Odyssey a provádí podsvětelnými motory manévr, při kterém plukovníka Carterovou vezme do jednoho z hangárů.
Děj se přenáší na jednu z orijských lodí kam se pomocí kruhů netransportovala jaderná bomba, ale Daniel Jackson. Vala Mal Doran porodí svou dceru, ale hned po porodu jí vezmou k výchově Převorům.
Mezitím poškozená Odyssey přijme zprávů od velitele Luciánské aliance, který ji vyzývá k umožnění vstupu na palubu jejich vojákům a stažení štítů na Odyssey jinak loď zničí. Argumentuje tím, že je lidé a Teal'c, který je na jejich lodi zajat, úmyslně vlákali do pasti. V tu chvíli ale k superbráně přilétají z hyperprostoru tři lodě typu Ha'tak a Odyssey přijímá vysílání od Bra'taca. Jejich Ha'taky zničí jedinou poškozenou loď Luciánské aliance, aniž by o to někdo z Odyssey požádal a Kvasirovi se podaří těsně před výbuchem lodi transportovat Teal'ca transportním zařízením, které se mu podařilo opravit.
Když Vale po několika hodinách dovolí podívat se na svou dceru, fyziologií již odpovídá sedmiletému dítěti. Když jí kontaktuje Daniel Jackson, je již loď na Chulaku. Společně se pokusí zajmout Valinu dceru, které dají jméno Adria, ale jsou prozrazeni a vydání na milost a nemilost jednomu z převorů. Když jsou ale obklíčeni plameny jsou transportováni na Odyssey, která se mezitím dostala k Chulaku spolu s Bra'tacovými Ha'taky. Na jednom z Ha'taků jsou i Teal'c, Mitchell a Carterová. Pokouší se zničit lodě Orijů pomocí jaffských bomb transportovaných kruhy. To ale nemá žádný efekt a jediná orijská loď zničí všechny tři Ha'taky, před výbuchem jsou Bra'tac, Mitchell, Carterová a Teal'c transportováni na Odyssey a ta poté vstoupí do hyperprostoru.